# トゥルビネ級駆逐艦
トゥルビネ級駆逐艦 (Cacciatorpediniere Classe Turbine) は、イタリア王立海軍の駆逐艦。8隻が建造された。
対空火力の不足を補うため、就役後に13.2mm機銃が追加されているが、第二次世界大戦前は顕著な活躍は見られなかった。
第二次世界大戦が勃発するとトブルクを拠点として機雷の敷設、タラントからの補給に用いられた。イタリアが枢軸国として参戦する間にトゥルビネ、エウロを除く6隻は連合国軍との交戦によって失われた。この間の1940年6月16日、トゥルビネがイギリス海軍の潜水艦オルフェウスを撃沈している。
1943年9月11日の停戦後にトゥルビネがドイツ海軍により接収され水雷艇TA14として再就役し、エウロは連合国軍の支援に用いられた。その後エウロはドイツに、トゥルビネが連合国にそれぞれ空襲により撃沈され、トゥルビネ級駆逐艦は8隻全てが第二次世界大戦において失われることとなった。

## 同型艦
| 艦名                     | 由来     | 就役           | 戦没          |
| ------------------------ | -------- | -------------- | ------------- |
| トゥルビネ （Turbine）   | 旋風     | 1927年8月27日  | 1944年9月16日 |
| アクィローネ（Aquilone） | 北風     | 1927年12月3日  | 1940年9月17日 |
| ボーレア（Borea）        | 北風     | 1927年11月14日 | 1940年9月17日 |
| エスペロ （Espero）      | 西風     | 1928年4月30日  | 1940年6月28日 |
| エウロ （Euro）          | 南東の風 | 1927年12月22日 | 1943年10月1日 |
| ネンボ （Nembo）         | 雨雲     | 1927年11月14日 | 1940年7月20日 |
| オストロ （Ostro）       | 南風     | 1928年6月9日   | 1940年7月20日 |
| ゼッフィロ （Zeffiro）   | 西風     | 1928年5月15日  | 1940年7月5日  |